# プチーチュカ
プチーチュカ（ロシア語: Птичка, IPA:[ˈptʲitɕkə]、小鳥の意）はブラン計画における2機目のスペースシャトルにつけられた非公式の名前。正式な名称は1.02またはブラン 1.02（Буран 1.02）であった。ブーリャ（Буря、嵐の意）とも非公式に呼ばれていた。
プチーチュカはすべてのブラン計画におけるシャトルオービターの非公式なニックネームでもあった。

## 組み立て
ブラン計画2機目のオービターの組み立ては1988年に始まった。ほとんど完成していたが1993年計画が正式に中止になり、完成はしなかった。いくつかの電子部品の組み立てが残っており、95-97％は完成していたとされる。

## 計画していた飛行
1989年当時の計画として
- 1991年 - 初の無人飛行。期間は1-2日間。
- 1992年 - 2度目の無人飛行。期間は7-8日間で、軌道上作業と宇宙ステーションへのアプローチ試験を行う。

1991年の変更:
- 1991年12月 - 2度目の無人飛行。期間は7-8日間で、軌道上作業と宇宙ステーションへのアプローチ試験を行う。
  - ミールのクリスタルモジュールと自動ドッキング。
  - ミールからシャトルに船員を移動させ、24時間に渡って遠隔操作装置を含めたシステムの試験を行う。
  - アンドッキングし、軌道上を無人飛行。
  - 有人のSoyuz-TM101とドッキング。
  - ソユーズからシャトルに船員を移動させ、24時間に渡ってシャトル内で作業を行う。
  - 自動アンドッキングし、地上への着陸に向かう。

## 状態
プチーチュカは現在カザフスタンの所有物であり、バイコヌール宇宙基地のMIKビルディングの中にある。